# Ricky Álvarez
Ricardo Gabriel Álvarez (ur. 12 kwietnia 1988 w Buenos Aires) – argentyński piłkarz występujący na pozycji pomocnika w argentyńskim klubie Vélez Sársfield. Dziewięciokrotny reprezentant Argentyny.

## Kariera klubowa

### Vélez Sársfield
Zawodnikiem Velezu stał się w 2006 r. Alvarez na pierwszy mecz w seniorskiej piłce czekał do 8 czerwca 2008 r., gdy wszedł w 73 minucie spotkania z Independiente Avellaneda za Víctora Zapatę. Odniesiona kontuzja umożliwiła mu zagranie zaledwie 18 minut w mistrzowskim sezonie. Na pierwszą bramkę czekał do Clausury 2010 i meczu ze River Plate (1 maja 2010). W 2011 r. pomógł zespołowi zdobyć mistrzostwo oraz dotrzeć do półfinału Copa Libertadores. Dzięki dobrej postawie zapracował na opinię jednego z najbardziej utalentowanych graczy Ameryki Południowej. Dla Velezu zagrał w 42 meczach ligowych, w których strzelił 5 bramek.

### Inter Mediolan
5 lipca 2011 roku podpisał pięcioletni kontrakt z Interem Mediolan, który zapłacił za 90% praw do niego 5,5 mln euro (suma transferu może zwiększyć się o 4 mln w wyniku bonusów). W walce o Argentyńczyka Nerazzurri pokonali Arsenal, który był już dogadany z Alvarezem. Kontrakt z Mediolańczykami podpisał do czerwca 2016 i zarabia z tego tytułu ok. 1 mln euro rocznie.
Zadebiutował w jego barwach 6 sierpnia w przegranym meczu o Superpuchar Włoch 2011. Pierwszą bramkę dla Nerazzurrich zdobył w spotkaniu z Trabzonsporem w Lidze Mistrzów 22 listopada 2011. 21 grudnia 2011 w meczu z US Lecce zdobył premierowego gola w Serie A oraz zaliczył asystę. Po pierwszym przeciętnym sezonie chciał wracać do Argentyny. 7 kwietnia 2013 r. w ligowej potyczce z Atalantą zdobył dwie bramki.

## Kariera reprezentacyjna
W reprezentacji Argentyny zadebiutował 6 września 2011 r. w meczu przeciwko Wenezueli i grał do 61 minuty spotkania, gdy zmienił go Javier Pastore. Jak dotychczas rozegrał w niej 3 spotkania.

## Styl gry
Jest zawodnikiem lewonożnym. Najlepiej czuje się grając ustawiony szeroko po prawej stronie jako jeden z trójki atakujących. Posiada dobre szybkie i dyskretne podanie którym błyskawicznie może uruchomić napastnika, strzał z dystansu, a także umiejętność wykonywania stałych fragmentów. Jego atutami są świetne wyszkolenie techniczne oraz drybling. Potrafi również minąć rywala i wypracować strzelecką sytuację partnerom bądź samemu wykończyć akcję. W bardzo inteligentny sposób porusza się po boisku. Lubi zaczynać grę na skrzydle i ścinać do środka boiska. Głównym problemem Argentyńczyka jest brak umiejętności gry prawą nogą.

## Życie prywatne
Ma trzy siostry i brata. Lubi tennis i Rogera Federera. Legitymuje się także włoskim paszportem. Jego pseudonim powstał, gdy w Argentynie popularna była piosenka Ricky Maravilla, którą dziennikarze skojarzyli z Alvarezem.

## Statystyki

### Klubowe
Stan na 14 marca 2015
| Klub            | Sezon     | Liga  | Liga | Liga   | Puchar | Puchar | Puchar | Kontynentalne | Kontynentalne | Kontynentalne | Ogółem | Ogółem | Ogółem |
| Klub            | Sezon     | Mecze | Gole | Asysty | Mecze  | Gole   | Asysty | Mecze         | Gole          | Asysty        | Mecze  | Gole   | Asysty |
| --------------- | --------- | ----- | ---- | ------ | ------ | ------ | ------ | ------------- | ------------- | ------------- | ------ | ------ | ------ |
| Vélez Sársfield | 2007/2008 | 1     | 0    | -      | 0      | 0      | 0      | 0             | 0             | 0             | 1      | 0      | -      |
| Vélez Sársfield | 2008/2009 | 1     | 0    | -      | 0      | 0      | 0      | 0             | 0             | 0             | 1      | 0      | -      |
| Vélez Sársfield | 2009/2010 | 11    | 1    | -      | 0      | 0      | 0      | 1             | 0             | -             | 12     | 1      | -      |
| Vélez Sársfield | 2010/2011 | 29    | 4    | 3      | 0      | 0      | 0      | 12            | 1             | 4             | 40     | 5      | 7      |
| Vélez Sársfield | Razem     | 42    | 5    | 3      | 0      | 0      | 0      | 13            | 1             | 4             | 54     | 6      | 7      |
| Inter Mediolan  | 2011/2012 | 21    | 2    | 5      | 3      | 0      | 0      | 5             | 1             | 1             | 29     | 3      | 6      |
| Inter Mediolan  | 2012/2013 | 23    | 5    | 3      | 3      | 1      | 0      | 3             | 1             | 2             | 27     | 7      | 5      |
| Inter Mediolan  | 2013/2014 | 29    | 4    | 8      | 2      | 0      | 0      | 0             | 0             | 0             | 31     | 4      | 8      |
| Inter Mediolan  | Razem     | 73    | 11   | 16     | 8      | 1      | 0      | 9             | 2             | 3             | 90     | 14     | 19     |
| Sunderland      | 2014/2015 | 13    | 0    | 0      | 2      | 0      | 0      | 0             | 0             | 0             | 15     | 0      | 0      |
| Ogółem          | Ogółem    | 128   | 16   | 20     | 10     | 1      | 0      | 21            | 3             | 5             | 159    | 20     | 25     |

### Reprezentacyjne
| Lp | Data              | Miejsce                              | Rywal     | Wynik | Rozgrywki             | Bramki | Czas gry |
| -- | ----------------- | ------------------------------------ | --------- | ----- | --------------------- | ------ | -------- |
| 1  | 2 września 2011   | Yuba Bharati Krirangan, Kalkuta      | Wenezuela | 1:0   | mecz towarzyski       | –      | do 61'   |
| 2  | 6 września 2011   | Bangabandhu National Stadium, Dakka  | Nigeria   | 3:1   | mecz towarzyski       | –      | od 89'   |
| 3  | 11 listopada 2011 | Estadio Islas Malvinas, Buenos Aires | Boliwia   | 1:0   | eliminacje do MŚ 2014 | –      | do 58'   |
| 4  | 14 sierpnia 2013  | Stadio Olimpico, Rzym                | Włochy    | 2:1   | mecz towarzyski       | –      | od 82'   |
| 5  | 16 listopada 2013 | MetLife Stadium, East Rutherford     | Ekwador   | 0:0   | mecz towarzyski       | –      | do 79'   |